# Servotechnik

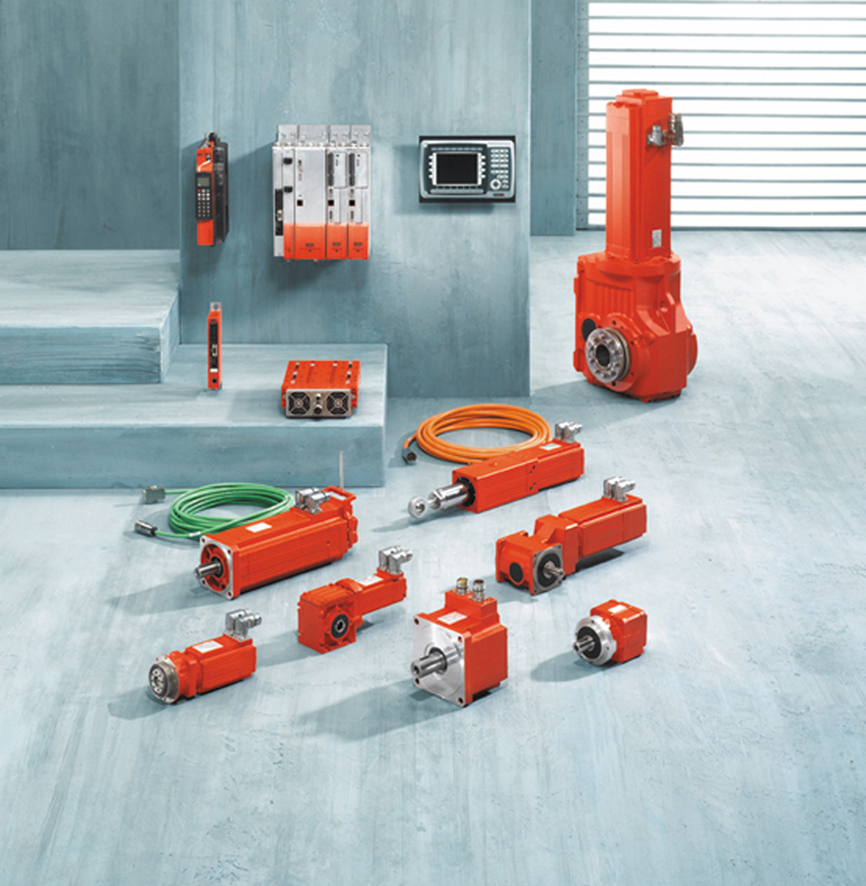
Produktspektrum in der Servotechnik

Der Ausdruck Servo leitet sich vom lateinischen „servus“ ab, was so viel wie Sklave, Diener oder Helfer bedeutet. Zutreffend war dieser Ausdruck in den Zeiten, als Servoantriebe nur als Hilfsantriebe für untergeordnete Aufgaben eingesetzt wurden, z. B. als Stellantriebe in Werkzeugmaschinen. Dieser beschränkte Einsatz lag begründet in den schlechten Wirkungsgraden der so genannten Linearverstärker mit Leistungstransistoren und der begrenzten Lamellenspannung der Kommutatoren an Gleichstrommaschinen von ca. 200 V. Die Regelung der Antriebe erfolgte analog, wodurch der Funktionsumfang stark eingeschränkt war und jede Funktionserweiterung einen sehr großen Aufwand bedeutete.

## Einsatzgebiete der Servotechnik
Entscheidend für den Erfolg der heutigen Servotechnik war die rasante Entwicklung auf dem Gebiet der Halbleitertechnik und der modernen Mikrocontroller. Hochintegrierte und leistungsfähige Rechnersysteme sowie die zugehörigen Speicherbausteine ermöglichten jetzt den Einsatz digitaler Regelungen. Dadurch konnte der Funktionsumfang für die Antriebssysteme deutlich erhöht werden. Aufgrund dieser Entwicklung werden moderne Servosysteme heute immer häufiger als Hauptantriebe eingesetzt und immer weniger für untergeordnete Hilfsaufgaben.
Die zunehmende Automatisierung in allen Bereichen des Maschinen- und Anlagenbaus erfordert immer kürzere Taktzeiten und eine höhere Flexibilität bei einem Produktwechsel. Diese Forderungen lassen sich mit konventioneller Asynchrontechnik oder mit hydraulischen bzw. mit pneumatischen Komponenten immer weniger realisieren. Diese Entwicklung hat zu einer starken Veränderung in der Antriebstechnik geführt.
Besonders der Bereich der Servotechnik hat sich in den letzten Jahren zu einem starken Wachstumszweig mit einer hohen Innovationsgeschwindigkeit entwickelt. Heutzutage werden folgende Servoantriebe eingesetzt:
- Synchrone Servomotoren,
- Asynchrone Servomotoren,
- Synchrone Linearmotoren.

Sie finden ihren Einsatz vor allem in folgenden Branchen:
- Verpackungstechnik,
- Robotertechnik,
- Werkzeugmaschinen,
- Handling-Systeme,
- Blechverarbeitung,
- Papierverarbeitung,
- Fördertechnik.